# Jamie Walker
Jamie Walker (* 25. Juni 1993 in Edinburgh, Schottland) ist ein schottischer Fußballspieler.

## Karriere
Jamie Walker spielt bereits seit seiner Jugend bei Heart of Midlothian, dem größten Verein in seiner Geburtsstadt Edinburgh, und erhielt im Jahr 2009 seinen ersten Profivertrag. Im November 2011 befand sich sein Verein in finanziellen Schwierigkeiten und konnte Gehälter nur noch verspätet zahlen. Ab diesem Zeitpunkt wechselte der damalige Juniorenspieler Walker auf Leihbasis zum Zweitligisten Raith Rovers. Der Leihvertrag wurde zweifach verlängert und Walker blieb letztlich bis zum Saisonende. Seit seiner Rückkehr gehört er zu den Stammspielern und kommt sowohl auf beiden Außenbahnen als auch im offensiven Mittelfeld der Hearts zum Einsatz. Nachdem seiner Mannschaft wegen eines beantragten Insolvenzverfahrens in der Saison 2013/14 insgesamt 15 Punkte abgezogen worden waren, stieg er mit Heart of Midlothian in die zweite Liga ab. In der Folgesaison 2014/15 gelang Walker mit seiner Mannschaft die Meisterschaft und der direkte Wiederaufstieg. Außerdem wurde er in das Team des Jahres gewählt. In der Scottish Premiership 2015/16 erreichte er mit dem Verein den dritten Platz. In der Winterpause 2017/18 verließ Walker nach über 17 Jahren die Hearts und wechselte zum englischen Drittligisten Wigan Athletic. In England kam er kaum zum Einsatz. Nach einer Leihe zu Peterborough United, wechselte er im Juni 2019 zurück zu Heart of Midlothian.

## Nationalmannschaft
Jamie Walker absolvierte mehrere Einsätze für verschiedene Juniorenauswahlen der schottischen Fußballnationalmannschaft, wurde nach dem Abstieg in die zweite Liga aber nicht wieder berücksichtigt.